# Elvidio Borelli
Elvidio Borrelli (Nicastro, 21 settembre 1892 – Monte Mosciagh, 23 luglio 1916) è stato un militare italiano, decorato con la medaglia d'oro al valor militare alla memoria nel corso della prima guerra mondiale.

## Biografia
Nacque a Nicastro nel 1892, figlio di Giuseppe e di Antonietta Guzzi. Rimasto orfano di padre nel 1913, per ragioni lavorative emigrò in giovanissima età in America Latina, stabilendosi a Buenos Aires, dove iniziò a lavorare come muratore. All'atto dell'entrata in guerra del Regno d'Italia, avvenuta il 24 maggio 1915, fu chiamato a prestare servizio militare nel Regio Esercito e rientrò in Patria. Il 7 luglio si presentò al proprio distretto di mobilitazione, assegnato al deposito del 29º Reggimento fanteria, e poi partì per la zona di operazioni in forza dapprima al 61º Reggimento fanteria, e poi trasferito al 112º Reggimento fanteria della Brigata Piacenza. Dimostratosi ardito ed intelligente, fu prescelto come esploratore e portaordini del reggimento distinguendosi sin dalle prime azioni di guerra cui partecipò sul Monte San Michele, tra il mese di ottobre e quello di novembre, tanto da venire decorato con una medaglia di bronzo al valor militare e ottenendo la promozione a caporale per merito di guerra.
Durante la controffensiva lanciata dal Regio Esercito nel Trentino, in seguito alla battaglia degli Altipiani, a partire dal 15 giugno 1916 prese parte alle operazioni belliche in Val Frenzela distinguendosi ancora, tanto che fu promosso caporale maggiore. Raggiunto il suo reparto le pendici del Monte Mosciagh, a partire dai primi giorni del mese di luglio eseguì missioni di esplorazione e di raccolta informazioni. Il 22 dello stesso mese, a capo di una squadra della 6ª Compagnia del reggimento, alla vigilia di un attacco si portò,  di sua iniziativa, fin sotto i reticolati nemici, e aggrappato alle rocce osservò le linee difensive nemiche per riferire al suo comando precise informazioni. Per questo fatto venne designato a guidare la compagnia durante l'attacco, stabilendo la direzione più opportuna da prendere. Ma il 23 luglio, giunto il momento si lanciò per primo contro i reticolati nel tentativo di aprirsi un varco, ma cadde colpito a morte da una pallottola di fucile. Per onorarne il coraggio fu decretata, con Decreto Luogotenenziale del 31 dicembre 1916, la concessione della medaglia d'oro al valor militare alla memoria. Una piazza del suo paese natale porta il suo nome così come una via di Catanzaro. Era parente di Elvidio Borelli, Aldo Borelli e Salvatore Borelli. 

### Annotazioni
1. ↑  Qualche giorno prima, nell’apprendere la morte di un suo fratello avvenuta sul campo di battaglia, aveva esclamato: “Mia madre ed il mio fratellino rimarranno soli, ma non importa, purché si salvi l’Italia”.

### Fonti
1. 1 2  Carolei, Greganti, Modica 1968, p. 236.
2. 1 2 3 4 5 6 7 8  Combattenti Liberazione.
3. 1 2  Beni culturali.
4. ↑  Quirinale - scheda - visto 2 gennaio 2009